# Ozarba squamicornis
Ozarba squamicornis là một loài bướm đêm trong họ Noctuidae.